# Otto Stenbock
Albert Magnus Carl Otto Pontus Stenbock, född 20 januari 1838 på Torsjö i Solberga församling, Malmöhus län, död 28 juli 1915 i London, Storbritannien, var en svensk greve, diplomat och överstekammarjunkare.

## Biografi
Stenbock avlade kansliexamen i Lund 1859 och var 1883-1890 ministerresident i Lissabon och således chef för Sveriges diplomatiska beskickning i Portugal. Från 1890 till 1900 var Stenbock ministre plénipotentiaire och 1900-1903 envoyé i Istanbul och därmed beskickningschef i Osmanska riket.
Stenbock blev överstekammarjunkare vid Gustaf V:s hovstat 1908.

## Utmärkelser

### Svenska utmärkelser
- Kommendör med stora korset av Nordstjärneorden, 1 december 1902.[2]
- Kommendör av första klassen av Vasaorden, 30 november 1883.[3]

### Utländska utmärkelser
- Storkorset av Bulgariska Civilförtjänstorden, senast 1905.[4][5]
- Storkorset av Danska Dannebrogorden, senast 1905.[4]
- Storkorset av Portugisiska  Obefläckade avlelsens orden, senast 1905.[4]
- Storkorset av Portugisiska Kristusorden, senast 1905.[4]
- Storkorset av Brittiska Victoriaorden, 1908.[5][6]
- Första klassen med briljanter av Osmanska rikets Osmanié-orden, senast 1905.[4]
- Första klassen Osmanska rikets Meschidie-orden, senast 1905.[4]
- Kommendör av första klassen av Norska Sankt Olavs orden, senast 1905.[4]
- Riddare av andra klassen av Ryska Sankt Stanislausorden, senast 1905.[4]
- Officer av Italienska Sankt Mauritius- och Lazarusorden, senast 1905.[4]
- Riddare av tredje klassen av Ryska Sankt Annas orden, senast 1905.[4]